# Bíňa
Bíňa é um município da Eslováquia, situado no distrito de Nové Zámky, na região de Nitra. Tem 23,5 km² de área e sua população em 2018 foi estimada em 1.436 habitantes.

## Demografia
| Ano:        | 1994 | 2004   | 2014   | 2024   |
| ----------- | ---- | ------ | ------ | ------ |
| Broj ljudi: | 1439 | 1466   | 1468   | 1403   |
| Razlika:    |      | +1,87% | +0,13% | -4,42% |

| Ano:               | 2023 | 2024   |
| ------------------ | ---- | ------ |
| Número de pessoas: | 1411 | 1403   |
| Diferença:         |      | -0,56% |